# Манастир Ајдановац
Манастир Ајдановац припада Епархији нишкој Српске православне цркве и налази на обронцима Јастрепца, недалеко од Прокупља. Представља непокретно културно добро као споменик културе од великог значаја.
Манастирска црква посвећена светом Ђорђу, подигнута је око 1321. године, или непосредно по турском освајању Балкана (око 1485) а живописана 1492. године. У неколико наврата (1887, 1907. и 1949) манастир је обнављан и тада је добио конаке и спомен-чесму, а радови на конзервацији његовог фрескосликарства и архитектуре обављени су током 1996. и 1997. године.
Лукијан Димитријевић, био је старешина манастира у периоду од 1996. до 2020.

## Манастирска црква
Манастирску цркву одликује скромна и једноставна архитектура, без украса на њеној спољашњости која је била омалтерисана, а припада групи ретких цркава, које су подигнуте мало након отоманских освајања. Њена основа је једнобродна, са нартексом и отвореним тремом на једној и полукружном олтарском апсидом на другој страни. Над њом је обичан кров на две воде, без кубета или звоника, док се нише у источном зиду користе као ђаконикон и проскомидија.
Живопис у њеној унутрашњости, очуван је делимично, а сматра се да су га радили мајстори са севера данашње Грчке, на шта указују стилске особине усмерене ка декоративном изразу, грешке у натписима и одређена иконографска решења, као света Марина у борби са ђаволом или додавање дечака коњаничкој представи светог Ђорђа. По свом садржају, поред зоне стојећих фигура и медаљона изнад њих, уочљиви су циклуси светог Ђорђа и Великих празника,као и опширни приказ Страшног суда.